# Orlyval

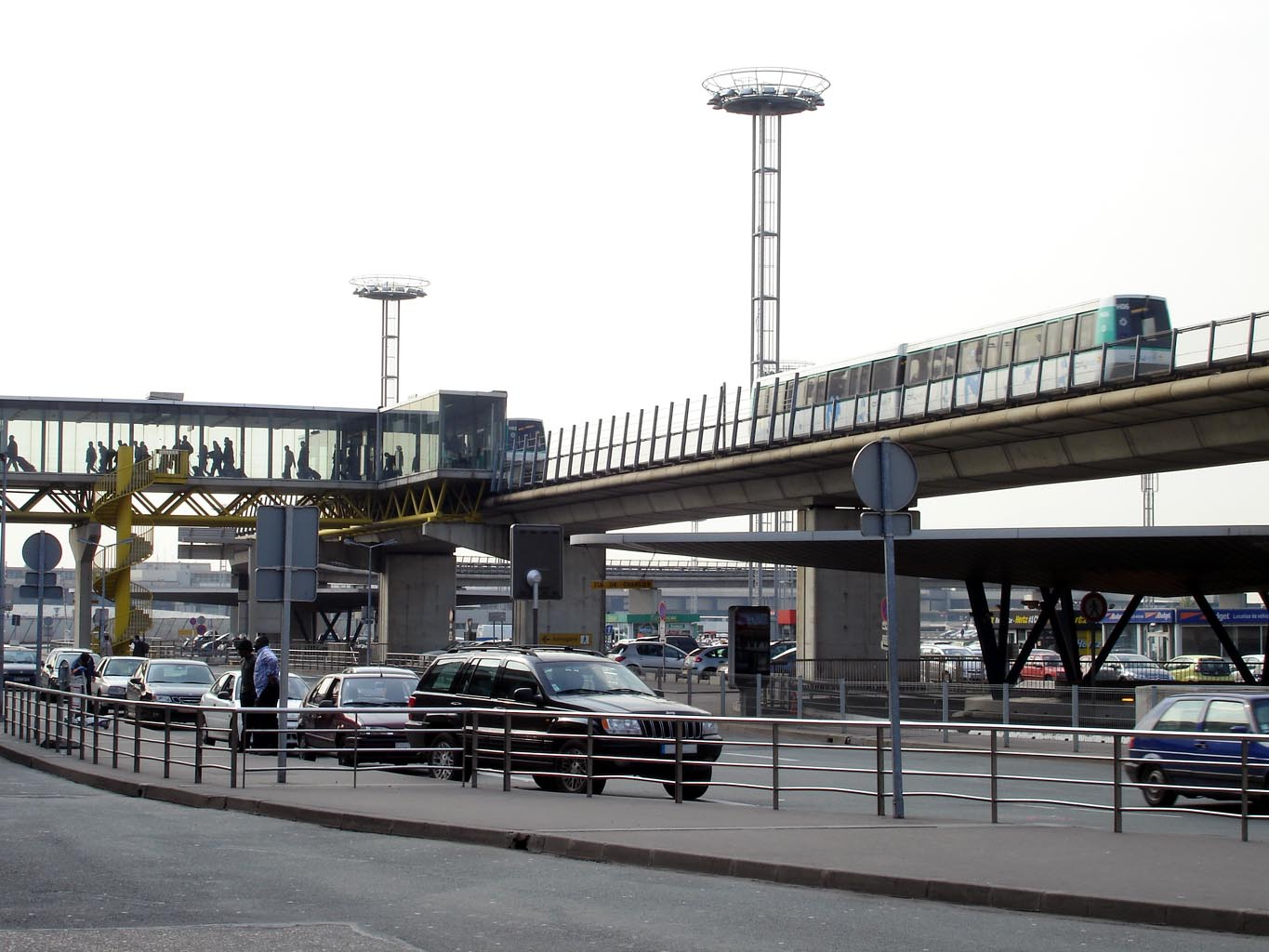
Stanice Orly-Sud

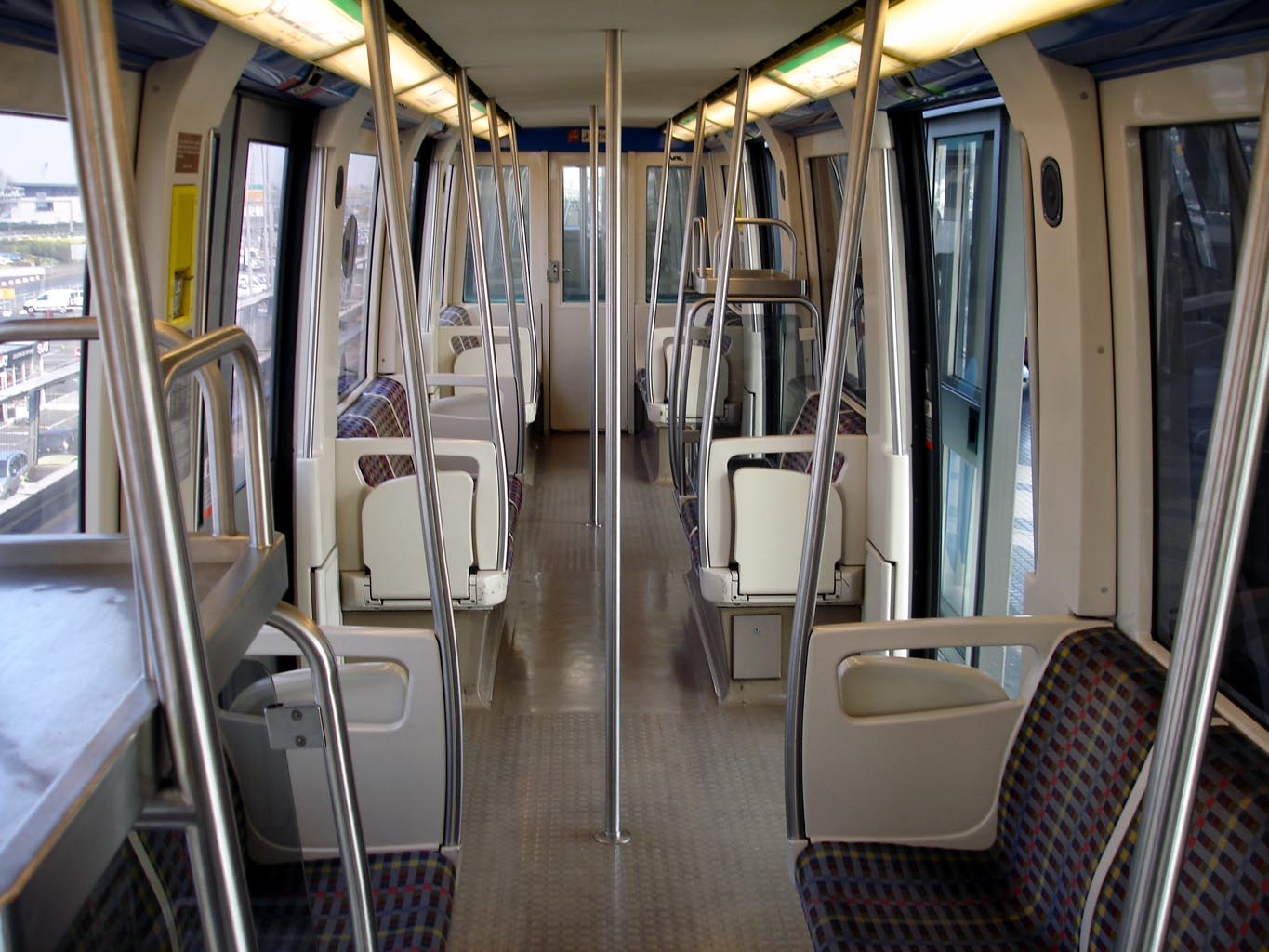
Vnitřek vozu

Orlyval je zvláštní linka lehkého metra v systému pařížské hromadné dopravy s vlastním tarifem, která spojuje letiště Orly se stanicí Antony na lince RER B.

## Historie
Soukromou společnost s názvem Orlyval vytvořilo konsorcium francouzských firem a bank za účelem výstavby a provozování linky z letiště k síti pařížského metra. Linka Orlyval byla pro komerční provoz otevřena 2. října 1991. Cena jedné jízdenky činila 55 franků, což odrazovalo mnoho cestujících. I když se cena snížila, tvořil počet pasažárů v roce 1992 jen 1,2 miliónů oproti očekávaným 4,3 miliónům. Protože linka nebyla hospodářsky výdělečná, byl v prosinci 1992 na společnost Orlyval uvalen konkurs. Linka byla v roce 1993 začleněna do společnosti RATP, která provozuje městskou hromadnou dopravu.

## Technické parametry
Název linky je složeninou jména Orly podle pařížského letiště a zdejšího města a zkratky -val, která znamená Véhicule Automatique Léger (automatické lehké vozidlo). Jedná se o automatizovaný vlak bez řidiče, který jezdí na gumových kolech. Tento systém byl vyvinut v roce 1971 a poprvé realizován ve městě Lille.

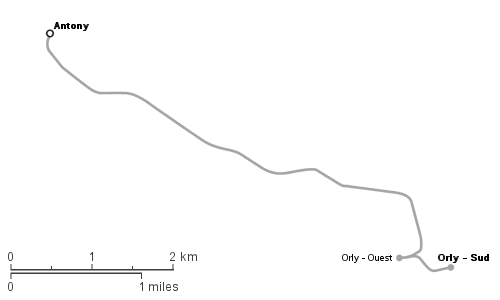
Reálná trasa Orlyvalu

Trať je dlouhá 7,3 km a jsou na ní pouze tři zastávky: Orly-Sud (terminál Jih), Orly-Ouest (terminál Západ) a Antony (přestupní stanice na linku RER B). Linka má zvláštní tarif, běžné jízdenky na více zón a vícedenní jízdenky zde neplatí. V rámci letiště slouží Orlyval jako bezplatná přeprava mezi terminály. Cena jízdenky včetně přestupu na metro činí pro dospělého 9,85 €. Přepravní doba mezi terminály činí dvě minuty, mezi stanicí Orly-Ouest a Antony je to šest minut. Na trati je nasazeno 8 vlaků a každý vlak se skládá ze dvou vagónů. V dopravní špičce ráno a pozdě odpoledne jezdí ve čtyřminutovém intervalu. Linka je v provozu denně od 6 do 23 hodin. Ročně přepraví Orlyval zhruba 2,85 miliónů cestujících, což představuje od roku 2000 10% nárůst.

## Budoucnost
Ve výstavbě se nachází prodloužení trati severním směrem přes stanici Pont de Rungis na trase RER C, odtud ke konečné stanici Villejuif - Louis Aragon jižní větve linky 7 a přes ní dále k lince 14. Po jejím dokončení se zkrátí cesta z centra města na letiště na zhruba 20 minut. Tím by měl Orlyval také částečně nahradit některé spoje na autobusové lince Orlybus.

Plán Orlyvalu s přestupem na linku RER B